# Hanlontown

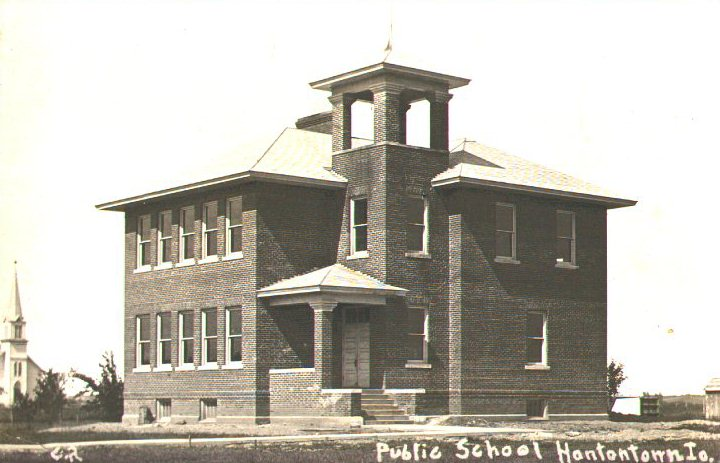

Hanlontown est une ville, du comté de Worth en Iowa, aux États-Unis. Elle est fondée le 9 octobre 1899 et incorporée le 18 janvier 1902.

## Source de la traduction
- (en) Cet article est partiellement ou en totalité issu de l’article de Wikipédia en anglais intitulé « Hanlontown, Iowa » (voir la liste des auteurs).